# Erhard Roelcke
Erhard Roelcke (* 1943) ist ein deutscher Archivar und ehemaliger Fußballspieler.
Roelcke spielte aktiv in den 1960er Jahren für den Lüneburger SK, der damals in der drittklassigen Amateurliga Niedersachsen antrat.
Heute ist er Archivar des LSK und veröffentlichte bereits Darstellungen zu seiner Geschichte und zu anderen Fußballthemen.